# El Refugio, Chilón
El Refugio är en ort i Mexiko.   Den ligger i kommunen Chilón och delstaten Chiapas, i den sydöstra delen av landet, 800 km öster om huvudstaden Mexico City. El Refugio ligger 1 052 meter över havet och antalet invånare är 110.
Terrängen runt El Refugio är varierad. Runt El Refugio är det glesbefolkat, med 16 invånare per kvadratkilometer. Närmaste större samhälle är Ocosingo, 10,2 km söder om El Refugio. I omgivningarna runt El Refugio växer i huvudsak städsegrön lövskog.